# 婆裟羅2
『婆裟羅2』（ばさらツー）は、2001年にビスコより発売された、アーケード用シューティングゲームである。前年に稼働開始した『婆裟羅』の続編にあたる。

## 概要・ゲームシステム
前作と同用、戦国時代を題材としている。プレイヤーは戦国時代の武将となり、バイク型の自機に乗って敵の武将が乗るメカを倒していき、最終目標である織田信長の撃破を目指す。
前作の兜首システムは引き続き搭載されており、旗を掲げたザコか、ボスを倒すと人名が表示され、倒した人数によってボーナスが加算される。本作では25人（うち、ボスは1ステージ中5人）となり、前作の30人より人数が減ったが、ボスの人数は大幅に増えた。
前作同様、長らく家庭用ゲーム機へは移植されていなかったが、ブラジルのゲーム開発会社・QUByte Interactiveが移植を担当する形でNintendo Switch・PlayStation 4・Xbox One3機種に対応するマルチプラットフォームソフトとして、前作と2作品セットで『婆裟羅コレクション』と題しリリース予定（配信専用。日本ではコーラス・ワールドワイド社が発売を担当）。
なお、この移植版ではオリジナル版とは別に「タイムレスモード」と称するリメイクアレンジ版も搭載される。「タイムレスモード」ではグラフィックを3DCGポリゴン・フル2KHD化し、本作と前作のプレイアブルキャラクターが全員使用出来るなど、オリジナル版を大幅に変更している。

## 登場人物

### プレイヤー
武田信勝（自機：嵐桜花）
16歳。織田信長によって、滅ぼされた武田家再興と、父・武田勝頼とその家臣の恨みを晴らすため、信長の命を狙う。
百地三太夫（自機：菊月）
15歳。天正九年の天正伊賀の乱の際、父丹波を信長の次男、信雄に討たれ、女ながら伊賀忍者を統べる頭領の称号である「三太夫」を名乗る。とある人物に壊滅した伊賀の再興を報酬に信長の暗殺を依頼される。
清瀧坊（自機：慈眼）
23歳。伊勢長島攻めにより殺戮された人々の供養と信長の天下取りを阻止する為に旅する正義の破戒僧。
明智光秀（自機：桔梗）
54歳。信長の家臣にして史実同様、謀反を企てる。
雑賀孫一（自機：ヤタガラス）
46歳。雑賀一族の頭領で前作に登場した雑賀孫市の祖父。天正五年の紀州雑賀の陣の際、姿を消していた。なお、業務用ゲーム雑誌『月刊アルカディア』（エンターブレイン）に掲載されていた4コマ漫画『シュー天狗侍』（公式サイトにて閲覧可）では天狗の面を被りコーナーを取り仕切っていた。隠しキャラクターで特定の条件により出現。

### 敵武将
本作に登場する敵武将は前作のように甲冑で身を固めたものから、現代風のグラフィックに変わった。ゲーム中に登場する順番に述べる。カッコ内は乗っている兵器の種類である。

#### 織田信忠軍
丹羽長秀（戦国列車）
48歳。織田家古参の将。「米五郎左」と呼ばれ、才能を遺憾なく発揮する職人気質的な性格でその人柄から多くの者から頼りにされている。ゆえに織田家家中の内情に明るい。
細川藤孝（基地）
49歳。室町幕府において管領職を務めた名門細川家当主で勝竜寺城城主。光秀とは幕府復権を巡っての古くから同志。息子忠興が光秀の娘（ガラシャ）と結婚し関係を深めていたが、光秀の謀反で信長の手によって戻された秩序を灰塵に帰すわけにもいかず絶縁を決め込む。
細川忠興（基地・細川藤孝の強化版）
20歳。藤孝の息子で茶道にも秀でた華のある武将。普段は良識的な武人だが、冷酷かつ残忍な面も見せることもある。光秀の娘を妻として迎えたが、自らの手で舅を葬り妻の助命を願おうとする非常の決意を固める。
堀秀政（人型メカ）
30歳。13歳の頃から信長の小姓として仕え信長イズムを体の隅まで浸透した側近。弁舌に長け、軍功抜群と文武両道の名将で信長の信頼も厚く信忠の軍監に任命される。信忠にも慕われており信長イズム継承のよい教師役になろうと心を砕く。蒲生氏郷とはよく喧嘩する。
YASUKE（戦国爆撃機）
30歳。黒人の男で初めは「贈り物」として信長の謁見を受けたが、堂々たる態度に信長が惚れ込み刀持ちとなる。のちに信忠の刀持ちを勤める。信忠とは阿吽の呼吸で戦場に斬り込み、猛り狂った戦い様から「死の鉄（くろがね）」と呼ばれる。日本語は堪能だが、主君の信長と信忠以外、言葉を交わすことは滅多に無い。
織田信忠（空中要塞：蒼狐）
26歳。信長の嫡男で織田軍団の総司令官。織田家なくしては乱世はさらに乱れると信じる織田家の正当な後継者。
| 下方貞清 | 鎌田新介   | 前田玄以 | 河野藤三 | 坂井利貞 | 篠岡八右衛門 | 山口太郎兵衛       | 市橋長利           | 蜂屋頼隆 | 土橋守重 |
| 関長安   | 斎藤新五郎 | 水野忠重 | 溝口秀勝 | 戸田勝成 | 長束正家     | 有吉立行           | 松井康之           | 稲富祐直 | 高山重友 |
| YASUKE   | YASUKE     | 丹羽長秀 | 丹羽長秀 | 堀秀政   | 堀秀政       | 細川藤孝or細川忠興 | 細川藤孝or細川忠興 | 織田信忠 | 織田信忠 |

#### 柴田勝家軍
島左近（エアバイク）
38歳。前作のプレイヤーキャラクターで同じ自機を扱う。本作では筒井家家臣として登場し、同じ筒井家臣の松倉右近と並び「筒井の右近左近」と称される。光秀の謀反に際し、「義」を重んじる左近は「明智殿に味方すべし」と主君の順慶に説くが聞き入られず、結局、主君に従って出陣。
筒井順慶（要塞）
33歳。謡曲、茶道に通じた教養高い武将。家臣の左近の意見を退け、日和見を決め込むつもりだったが、勝家の圧力と定次の説得により、しぶしぶ出陣。
筒井定次（要塞・筒井順慶の強化版）
21歳。慈明寺順国の子で順慶の養子。信長の義理婿。何かと我侭な性格で家中での評判はよくない。酒好きで酒も鯨飲するほど。権力拡大のため、養父に戦場に行かせることに成功する。
金森長近（人型メカ）
58歳。赤母衣衆の一人。戦場では別働部隊を任される事が多いのでゲリラ戦を得意とする。光秀から茶道を師事した関係から尊敬していたが、突然の謀反に驚き戸惑う。
佐々成政（重戦車）
46歳。父の代から織田家に仕える譜代家臣。黒母衣衆筆頭でエリート意識が高いが、一本気な性格で涙もろい。言葉よりも行動が目立つ肉体派だが、外見とは裏腹に粗野ではない。弁才が立たないのでそれをひれひかして馬鹿にする秀吉が大嫌いで事あることに反目するが、前田利家とは仲が良いので利家と秀吉が仲が良いことを腹を立てている。また赤母衣衆の金森長近とも仲が悪い。
柴田勝家（戦国戦車：黒龍）
59歳。織田家筆頭家老で武勇・民政に優れ、情が厚く多くの家臣に信頼される。光秀の謀反に戸惑うが筆頭家老としての責任のため、戦場に駆り出す。
| 柴田勝豊 | 柴田勝政 | 佐久間盛政 | 佐久間安政 | 徳山則秀   | 徳永寿昌 | 毛受勝照           | 拝郷家嘉           | 戸羽隼人 | 山岡景隆 |
| 原長頼   | 神保氏張 | 神保長住   | 三善一守   | 竹沢熊四郎 | 井口太郎 | 生駒家長           | 松倉重信           | 箸尾高春 | 団忠正   |
| 金森長近 | 金森長近 | 佐々成政   | 佐々成政   | 島左近     | 島左近   | 筒井順慶or筒井定次 | 筒井順慶or筒井定次 | 柴田勝家 | 柴田勝家 |

#### 前田利家軍
不破光治（空中基地）
56歳。西美濃四人衆の一人（他は安藤守就、氏家卜全、稲葉一鉄）で元々は美濃守護家である土岐家家臣。斉藤家を経て信長に仕える。主に外交面で活躍し弁舌より存在感で人を圧倒する交渉人。
森長可（人型メカ）
25歳。蘭丸、力丸、坊丸、千丸の兄で父可成の戦死後、父親代わりを務める。甲州征伐の際、「人間無骨」と呼ばれる槍を振るい鬼気迫る戦いぶりと武蔵守の受領名から「夜叉武蔵」と呼ばれる。
前田利長（人型メカ）
22歳。利家の嫡男で父の影響を受けているが、母のまつに似た常識人。父利家や伯父慶次の武辺一辺倒をあまり好まず、むしろ不破光治のような政治家ぶりに傾倒している。
前田慶次（人型メカ・前田利長の強化版）
40歳。元々は滝川益氏の子だが、利家の兄、利久の養子になり、本来ならば前田家の家督は四男の利家ではなく長兄利久の養子である慶次が継ぐはずであった。史実に語られるように当代きっての風流人であると同時に戦場に生き戦場に死す傾奇者で派手な振る舞いと言動を繰り返すが、心底では利家の正室まつに対する思慕と前田家の将来を案じる心がある。
神戸信孝（空中基地）
25歳。幼名を三七丸。北伊勢の豪族神戸具盛の養嗣子となり、神戸家当主となる。生母の地位の差で20日後に生まれた信雄が次男となり信孝は三男とされたため、家中の序列では長兄信忠、次兄信雄、叔父信包に次ぐため、あまり優遇されていない。信長に似て美形で頭もよく文武に秀でているが、形式上の兄である信雄より格下に扱われている事に劣等感を持ち、絶えず信雄を意識する。
前田利家（戦国鎧メカ：紫槍）
45歳。幼名を犬千代。赤母衣衆筆頭で「槍の又左」の異名を持ち戦場では姿を見ただけで敵兵は震え上がったという。人とは異なる才能を非常に愛し独特の美のセンスを持つため織田家の中で異彩を放つ。それゆえ異能を放つ秀吉とは仲が良く「藤吉郎」、「犬千代」と呼び合う仲である。その仲の良さを佐々成政は腹を立ててよく噛み付いてくるが、利家自身は相手にしていない。幼少から信長の小姓として仕えるが、若い頃、信長の同朋衆を斬ってしまい織田家を追放され、その時に陰日向に尽力してくれた柴田勝家と森可成の二人を「おやじ殿」と呼んで慕っている。史実通りの傾奇者だが、むしろオネェ系に近い。
| 粟屋勝久 | 森忠政   | 京極高吉 | 京極高次 | 浅井政澄 | 岡田重喜 | 中野一安           | 平井久右衛門       | 十河存保 | 香西佳清 |
| 加藤順政 | 長連竜   | 富田重政 | 村井長瀬 | 奥村永富 | 今枝重直 | 菊池武勝           | 不破直光           | 岡島一吉 | 篠原一孝 |
| 不破光治 | 不破光治 | 神戸信孝 | 神戸信孝 | 森長可   | 森長可   | 前田利長or前田慶次 | 前田利長or前田慶次 | 前田利家 | 前田利家 |

#### 滝川一益軍
九鬼嘉隆（エイ型鉄甲船）
41歳。「海賊大名」の異名を持つ九鬼水軍の頭領。前作に登場した息子守隆と瓜二つの容姿をしている。元々は志摩の豪族で伊勢国司北畠家の配下だったが、27歳の時、滝川一益の仲介で信長に仕え船手大将として各地で転戦。特に毛利水軍との戦いでは600艘に対し新造鉄甲船六隻だけで撃破し三万五千石の大名にのし上がった。なお、嘉隆の軍旗である「あらは」は荒波を意味するが、はるか南の島の挨拶「アロハ」とは無縁ではないと語っている。
九鬼守隆（エイ型鉄甲船・九鬼嘉隆の強化版）
20歳。嘉隆の息子。海に生まれ、海に育つ生粋の海の男。父嘉隆とは意見が合わず対立することもあるが、心底では父を尊敬し父のようにありたいと心から願う若者である。前作にも登場しているが、本作では容姿が全く違っている。
藤堂高虎（竜頭戦闘船）
26歳。姉川の戦いにて浅井長政に従って参戦し、敗戦を経験。その後、主を変えながら北は奥羽、南は琉球と諸国を放浪し、見聞を広め水軍術を体得。21歳の時に秀吉の弟の秀長の人柄に惚れ込み出仕。秀長に従って各地を転戦しながら築城術や政治学など多くを学んだ。前作でもボスとして登場し、本作ではその時に乗っていた船の劣化版に乗って戦う。放浪中に知り合い意気投合した池田輝政とは「山賊」、「海賊」と呼び合う仲。
河尻秀隆（人型メカ）
56歳。信長の父、信秀の代から織田家に仕える譜代家臣で黒母衣衆筆頭を経て信忠の筆頭与力となる。武田家滅亡後の甲斐国を統治していたが、一揆の多発に加え信勝存命の噂を知り、その根源を立つため出陣。
北畠信雄（巨大鉄甲船）
25歳。幼名を茶筅丸。信長の息子で伊勢国司北畠家の養嗣子となるが、養父の北畠具教を暗殺し、北畠家を事実上の滅亡に追い込んだ。以後は伊勢長島殲滅戦など各地を転戦、軍功を挙げる事によって織田姓復帰を望む野心多き武将。生母の地位から兄（形式的には弟）の信孝とは逆に優越感を持ち長兄の信忠に対し強烈なライバル心を燃やす。
滝川一益（甲殻変形戦闘機：朱忍）
58歳。甲賀忍者の血を引く武将。従兄弟にあたる池田恒興の推挙で40歳で信長に仕える。信長に仕える以前は諸国を放浪し築城術や砲術を体得。忍術に精通している割には権謀術数より、正々堂々とした戦を好み、そういう気性から信長の信任厚く関東管領を任される。柴田勝家とは仲が良く機会があるたびに酒を酌み交わしていた。
| 滝川氏益 | 滝川利雄 | 河尻秀長 | 稲葉一鉄 | 稲葉貞道   | 遠藤慶隆   | 氏家直道           | 織田信包           | 木造具政   | 木造長政 |
| 兼松正吉 | 山口重政 | 津川義冬 | 岡田重孝 | 浅井田宮丸 | 土方勘兵衛 | 森久三郎           | 飯田半兵衛         | 小笠原貞慶 | 溝口貞泰 |
| 河尻秀隆 | 河尻秀隆 | 藤堂高虎 | 藤堂高虎 | 北畠信雄   | 北畠信雄   | 九鬼嘉隆or九鬼守隆 | 九鬼嘉隆or九鬼守隆 | 滝川一益   | 滝川一益 |

#### 羽柴秀吉軍
黒田官兵衛（重戦車）
37歳。秀吉の懐刀にして智謀軍略に長けた参謀。同じ秀吉の参謀である竹中半兵衛を師と仰ぎ、その清廉潔白さと縦横無尽なる智謀軍略を学んだ。荒木村重の反乱の際、有岡城へ説得に訪れたが逆に捕らわれて救出されるまで一年近く牢獄生活をすごし、その影響で足が不自由となった。その後、自身の幽閉中に師半兵衛の陣中での病没を知り、苦悩の末、清濁合わせた智謀をもって天下をうかがおうと野心を掲げるようになった。
黒田長政（重戦車・黒田官兵衛の強化版）
16歳。官兵衛の嫡男にして初陣を飾ったばかりの新参者。荒木村重の反乱で父が捕らえられて幽閉されたのを裏切りと見た信長に殺されそうになるが、父の師である半兵衛のおかげで難を逃れた。半兵衛の死後、野心を剥き出しにする父よりも亡き半兵衛に憧れるようになった。武将仲間では細川忠興と仲が良い。前作でも中ボスとして登場。
蜂須賀正勝（速戦車）
57歳。秀吉の参謀の一人。「小六のオヤジ」と呼ばれ秀吉軍では絶大な信頼を集める。元々は尾張蜂須賀郷の豪族で「蜂須賀党」の頭領。見た目は野武士然としているが、勇猛さだけではなく知略にも長け、領内の民政にも細やかな神経をはらう智勇兼備の実務派武将。
加藤清正（人型メカ）
21歳。幼名は虎之助で秀吉の下で養育された子飼衆の一人。秀吉や官兵衛に心酔し、槍働きで彼らの助けになることを望む。大柄な体格で武勇に優れるだけではなく勉強熱心な若者でもある。
福島正則（人型メカ・加藤清正の強化版）
22歳。幼名を市松。清正同様、秀吉の下で養育された子飼衆の一人で番長的な存在。勇猛果敢で情に厚く涙もろく直情的かつ一本気の性格。18歳で中国攻めに従軍し、並外れた怪力で猛将ぶりを発揮し、兄弟のように育った清正と手柄を競った。坊主あがりで力の弱い石田三成をからかって遊ぶこともしばしばだが、本人に悪気は無いらしい。
大谷吉継（要塞）
24歳。大谷家は元々九州の大友家に仕えていたが、父盛治と共に大友家を離れ流浪の末に16歳で秀吉の小姓として仕え、鋭敏な才覚を認められて秀吉からの信任を得る。小姓出身からか福島正則や石田三成の面倒をよく見ていたため、彼らからの人気も高い。内政面に堪能だが、軍略においても優れた才能を持つ文武両道の名将。病気の後遺症を患い顔を布で隠しているため、見た目は物々しい。
羽柴秀吉（戦国鎧メカ：金猿）
46歳。信長の父、信秀配下の足軽、木下弥右衛門と農民の娘なかとの間に生まれる。通称「サル」。18歳の時、信長と出会い雑用に従事する小物として仕える。織田家に仕官後、史実同様、持ち前の頭の回転の速さと行動力、弁舌と愛嬌をもって出世街道を上って行き今浜城（長浜城）を与えられて一国一城の主になれた際、先輩格の丹羽長秀と柴田勝家の両方の姓を一字とって「羽柴」とし、木下藤吉郎から羽柴秀吉に改名した。織田家重臣と肩を並べる存在となったが、それ以上の出世を望み、勝家とは作戦上の不一致から無断で戦線離脱。その後、松永久秀の謀反を制圧し中国方面の最高指揮官の地位を手にした。敬愛する信長のナンバー2でありたいと望んでいる。
| 羽柴秀長   | 宮部継潤   | 南条元続   | 中村一氏   | 山名豊国           | 浅野長政           | 仙石秀久             | 渡辺官兵衛           | 堀尾吉晴 | 前野長康 |
| 蜂須賀家政 | 後藤又兵衛 | 母里太兵衛 | 加藤嘉明   | 平野長泰           | 糟屋武則           | 片桐且元             | 脇坂安治             | 石田三成 | 増田長盛 |
| 大谷吉継   | 大谷吉継   | 蜂須賀正勝 | 蜂須賀正勝 | 加藤清正or福島正則 | 加藤清正or福島正則 | 黒田官兵衛or黒田長政 | 黒田官兵衛or黒田長政 | 羽柴秀吉 | 羽柴秀吉 |

#### 織田信長軍
池田恒興（戦闘機）
47歳。信長の乳兄弟にあたり、信長が家督を継ぐ以前から仕えている古参の家臣で普段は口数こそ少ないが実直な発言力を持つ。同じ古参の家臣である「米五郎左」こと丹羽長秀に対し「炭勝三郎」と呼ばれる。若い頃から信長の危機を身をもって救い傷が絶えないが、その傷一つ一つが忠義の証と誇っている。女鉄砲隊を率いた娘せんが「夜叉武蔵」こと森長可に嫁いでいることから森家の後見役として面倒を見ている。
池田輝政（戦闘機・池田恒興の強化版）
23歳。恒興の次男で父同様の武勇を誇る。煙管がトレードマーク。父から家督を継ぐまでは諸国を遊び歩いていた。高虎とは旅先で知り合い意気投合し、高虎の「海賊」に対し輝政は「山賊」と呼ぶ合う仲。諸国を旅したおかげか高虎同様、治世術に長ける文武両道の武将。
中川清秀（人型メカ）
41歳。秀吉の愛嬌にほれ込み義兄弟となる（実際は秀吉の弁舌に丸めこめられただけだが、本人は気付いていない）。秀吉よりも年下だが、織田家古参の家来なので態度は大きい。恒興旗下で働き誰よりも戦場に斬り込む武闘派武将。前田慶次とは飲み友達で戦場での武勇伝を肴に杯を交わしている仲。
森蘭丸（戦闘機）
18歳。森家の次男で長可の弟。美男子として知られる。下の弟である坊丸、力丸、千丸と共に信長の小姓として仕える。信長は蘭丸を「お蘭」と呼び才能を愛し、また蘭丸も信長の一歩先を読んだ行動をとるため、周囲から警戒される面も。光秀の知識と品格に憧れ陰ながら尊敬の念を抱いていた。
蒲生賢秀（人型メカ）
49歳。六角家に仕え、「六角家の柱石」と謳われた智将。六角家滅亡後、上洛してくる信長に対し、家名存続のため、真っ先に娘（氏郷）を人質にし和睦に成功した。
蒲生氏郷（人型メカ・蒲生賢秀の強化版）
27歳。史実と違い、本作に登場する氏郷は女性である。家名存続のために人質として養子に入り、男顔負けの強さを見せる。その性格から堀秀政とは仲のいい喧嘩友達である。文武両道で器量抜群と織田家家中で愛されている。
織田信長（空中要塞：銀狼）
49歳。「第六天魔王」と恐れられる戦国の覇者。その若き日「尾張のうつけ者」と呼ばれていたが、それは周囲を欺くためのふりで家督相続後、瞬く間に尾張統一を成し遂げた。それ以降、緻密かつ大胆な機略と勇猛果敢な武略、そして隠された「大いなる力」をもって乱世を終焉に導き悲願の平和を目前にする。心底は心温かい愛情を持ち合わせているが、自らを三国志の「乱世の姦雄」曹操になぞらえ「乱世の英雄」と称し、あえて棘の道を歩む。
| 毛利武久 | 森力丸   | 森坊丸   | 織田有楽斎 | 祖父江秀重         | 後藤高治           | 進藤賢盛           | 坪内利定           | 村井貞勝 | 村井貞成 |
| 毛利良勝 | 津田元嘉 | 猪子高就 | 野々村正成 | 加藤図書助         | 下石頼重           | 菅谷長頼           | 福富秀勝           | 関盛信   | 山崎片家 |
| 森蘭丸   | 森蘭丸   | 中川清秀 | 中川清秀   | 蒲生賢秀or蒲生氏郷 | 蒲生賢秀or蒲生氏郷 | 池田恒興or池田輝政 | 池田恒興or池田輝政 | 織田信長 | 織田信長 |